# Moeda de ouro

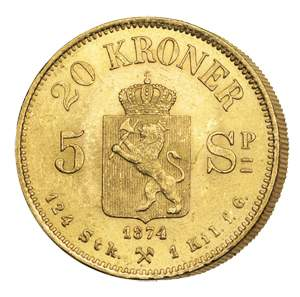
Um moeda de coroa norueguesa do século XIX.

Uma moeda de ouro é uma moeda feita em sua maior parte ou inteiramente de ouro. Nos tempos modernos, a maioria destas moedas são vendidas a colecionadores.